# 悪夢ちゃん
『悪夢ちゃん』（あくむちゃん）は、2012年10月13日から12月22日まで、毎週土曜日の21時 - 21時54分に日本テレビ系列の「土曜ドラマ」枠で放送されたテレビドラマ。
2014年に『悪夢ちゃん The 夢ovie』（あくむちゃん ザ・ムービー）のタイトルで映画化され、公開を前に5月2日、金曜ロードSHOW!枠でももいろクローバーZがゴールデンタイムドラマ初出演の『悪夢ちゃんスペシャル』が放送された。

## 概要
予知夢を題材としたSF学園ファンタジー作品で、恩田陸の小説『夢違』を原案としている。
北川景子は2011年1月期の『LADY〜最後の犯罪プロファイル〜』（TBS系）以来の連続ドラマ主演となり、日本テレビ系列の連続ドラマは初出演、初主演となった。また、北川と共演のGACKTも在京キー局制作での連続ドラマは初レギュラー出演となった。子役の木村真那月も500人を越えるオーディションから選ばれた。
主題歌は、本作品でドラマ主題歌初タイアップとなるももいろクローバーZ（北川の事務所の後輩）が担当した。
キャッチコピーは「あなたの夢を見ないといいけど。」。

## 放送
初回は15分拡大（21時 - 22時9分）で放送された。このほか、放送期間中、数回はスポーツ放送の延長の影響を受けて時間が変更されている。2012年10月20日はプロ野球・セントラル・リーグ クライマックスシリーズ ファイナルステージ・巨人対中日第4戦中継延長により15分繰り下げで放送された。10月27日は、プロ野球・コナミ日本シリーズ2012・巨人対北海道日本ハム第1戦中継延長により40分繰り下げ、11月3日は同第6戦中継延長により55分繰り下げで放送された。

## ストーリー
教師・武戸井彩未は、教室では明るく児童思いで、職員室でも笑顔で同僚と協調的だが、本心では、児童たちに愛情を持たず他人を信頼していない。そんなある日、自分が担任を受け持っているクラスへ、悲惨な未来を予知する悪夢をみることができる古藤結衣子が転校し担任をすることから、生活が一変する。彩未は「悪夢ちゃん」とあだ名で呼ぶ結衣子から「お願い、助けて」といわれて、「面倒くさい、巻き込まないで」と言いながらも、悪夢の中に登場する動物や神話・昔話の架空の怪物や人物が象徴する謎を解き、悲劇となる未来を希望ある現実へと変えるため全力で奔走することになる。
結衣子との出会いで、彩未自身が忘れていた過去の記憶の断片が蘇ったり、予知夢を見たり、他人の無意識とつながることができるなど彩未自身の内面に変化が起き、「彩未先生はサイコパス」と彩未を告発するブログが書かれるなど、公私の生活にも大きな変化が起きる。それらの出来事のいずれの原因も、彩未自身の無意識が抑圧し忘却させていた過去の悲劇と関係があること、彩未と結衣子の出会いは偶然ではなく、2人は過去からの深い縁によって出会ったことが明らかになり、彩未自身が自分自身を取り戻し教師として成長していく。

### 第1話 - 第2話
腹黒教師彩未と悪夢ちゃん、志岐貴との出会い。
結衣子の悪夢に登場したのは、第1話では相沢美羽だった。相澤は、コンパスの針で母を刺そうとし、彩未がそれを止めるとき、過去の記憶がよみがえる。
それは、彩未が長髪の女性を地下鉄の線路に突き落とす映像だった。
飛行機事故を未然に防いだことで新聞に書かれた彩未に志岐貴は興味を持つ。彩未は自らの夢を操る明晰夢の使い手だった。

### 第3話 - 第5話
結衣子が原因で無意識に異常をきたした彩未は、不思議な夢を見るようになる。夢獣の導きで事件を解決したり、明晰夢にそっくりの出来事が現実に起こるようになった。
そして、彩未は、自身の本性を児童たちの前で明らかにする。だが、彩未に反発する小泉綾乃の嘘が原因で、教師を失脚寸前になる。志岐のおかげで助かった彩未だったが、第4話終盤で、志岐に夢遊病者になった自身が、自分を中傷するブログを書く様子の映像を見せられる。
第5話で、志岐は「君が忘れてしまった記憶があるのかもしれない」という。そして、志岐は万之介が彩未の過去を知っていることを悟るが、それを語ろうとしない万之介と決別することを宣言する。しかし、彩未は自分の過去を思い出せない。

### 第6話 - 第8話
第6話の連続幼女誘拐事件で、生徒が誘拐される結衣子の予知夢を見せられた彩未だが、彩未は何もしていないのに、事件は解決してしまう。
そして、第6話の終盤で、物語が急展開する。志岐はひそかに新しい「獏」を作成しており、琴葉の協力によって、結衣子の予知夢の夢札を手に入れていた。事件解決後、志岐は夢の映像化に成功したことと、予知夢の存在を公言する。
さらに、暗に万之介を非難する発言まで、記者会見の場で行った。第7話では結衣子を誘拐・説得し、第8話では万之介の研究姿勢を批判する。
一方、教師を続ける自信を失くしていた彩未は、万之介に自分の過去を知らされる。そして結衣子を取り返しに志岐貴の下へ向かうが、結衣子は彩未の過去の悪夢に酷似した樋口杏奈の悪夢を見ていた。
ちなみに、6話以降はオープニングが短縮され、永井一郎の「人間の意識は氷山の一角。その魂には無限の無意識が広がっている。そこには、全ての感情、全ての行動、全ての時間さえも眠っている。その少女の無意識は、他人の無意識と繋がることができた。そして少女が眠るとき、その魂が目覚め、他人の不吉な未来が悪夢となって現れるのである」というナレーションが無くなっている。最終回のみ復活している。

### 第9話 - 第11話
ここから一話完結型ではなくなり、彩未の育った施設と人身売買組織が関わる謎の事件が起こる。
5年2組の2トップの美少女である近藤七海と月本奈央が読者モデルを募集しているという事務所に声を掛けられ、写真撮影に応じる。しかし、現実にはそのような企画は存在せず、事務所は人身売買に関係する組織のダミーであった。2人と一緒に写真撮影を行った少女の多くは音信不通になっており、中には行方不明事件として警察が捜査を始めたものもあった。
兄の助けで、月本奈央は誘拐寸前で助けられるが、人身売買組織は、トミー・リーの団体から資金援助を受けており、トミー・リーは志岐に結衣子の拉致を依頼する。そして、彼の指示によって、近藤七海をはじめとする多くの児童が誘拐される「神隠し事件」が発生する。
結衣子の予知夢の内容から、幼いころ自身がいた児童養護施設と、人身売買組織、そして志岐貴の関係を、彩未は悟ったが、警察は相手にしなかった。
人身売買組織・そして志岐貴との攻防の中、自身の悪夢を見る能力のために大好きな先生や同級生を傷つけてしまうことを恐れ絶望して無意識の世界へと自らを閉じこめ眠りについた結衣子。このままでは肉体が滅び死んでしまうという最大の危機を乗り越えるため、彩未は結衣子の無意識とつながり働きかける。

## 登場人物
基本的な説明は公式サイト内「相関図」および「生徒一覧」に基づく。年齢は連続ドラマ時。

### キャスト
武戸井 彩未（むとい あやみ）〈28〉
演 - 北川景子（幼少期：平澤宏々路）
明恵（めいけい）小学校5年2組担任。通称「彩未先生」。受け持つ学級内や職員室で常に笑顔の「良い先生」を演じるが、母親に捨てられた不幸な境遇から、他者への信頼を「甘え」と考え心を許すことが出来ず、内心では周囲の人間に悪態をつく腹黒い本性を持つ。事なかれ主義ゆえに人との余計な関わりや面倒ごとが苦手で結衣子の悪夢を煩わしく思うが、結局は放っておけず現実に起こる様々なトラブルを解決することになる。神話や伝説の生物に詳しく、夢判断に役立てる。
日常のストレス解消として見る明晰夢の中で「夢王子」や「夢獣」と戯れることを唯一の楽しみとしていた。現実の世界ではダイエットのために節制する生活を送っている影響もあり、夢の中ではその反動からか甘いお菓子を暴食している。しかし結衣子と出会って以降、結衣子の明晰夢にも「悪夢」が侵食し、実質的に予知夢が見られるようになる。本人はすっかり忘れていたが、子供のころに万之介と会っており、彼女も予知夢を見ていたことが判明する。
ある事件がきっかけで、笑顔を止めて本性を曝け出すようになり、児童たちに衝撃を与える。教育方針も「羊に草を食わせるように生徒に教養を与える」スタイルから「分かりやすい答えを用意せず、生徒に自らの力で考えさせ、行動させる」スタイルに変容、教科書を読む時にも独自の解釈を持ち出すなど型破りな授業を行うようになる。
「わたしの先生はサイコパス 武戸井彩未の偽りの日常」という、本性を暴露するかのような中傷ブログを書かれ、犯人を捜そうとするが、このブログは夢遊病状態の彼女が自分のパソコンで書いた物であることが後に判明、それ以降自身の「無意識に消した罪」に脅かされることになる。しかし、後に万之介から自身の過去に関する真相を知ったことで、無意識の「罪」を解消し、結衣子をはじめ児童たちを守るため前向きに行動する心を取り戻す。
現実の恋愛や結婚には関心がなかったものの、「夢王子」と瓜二つの志岐の接近により、次第に心を許すようになるが、志岐の行動から野心のために結衣子を利用していると思い、彼と決別する（児童たちには、付き合っていたが別れたと説明する）。
彩未の過去の経歴は、母親に捨てられた幼少期から8歳まで児童養護施設「夢見る羊の家」で育ち、その後里親に引き取られる。彩未曰く、その家には里子がたくさんいたから別の施設に移ったようなもの、だったらしい。成績優秀な彩未は大学まで行かせてもらい、その後自立して教職に就く。SPドラマでは彩未の高校生時代が明らかになったが、男子生徒からもらう山のようなラブレターを笑いながら校舎の裏庭で燃やすのが趣味だったらしく、琴葉に「サイコJKですね」と突っ込まれた。
古藤 結衣子（ことう ゆいこ）〈11〉
演 - 木村真那月（幼少期：栗本有規）
明恵小学校5年2組の転入生。席は向かって一番右側の列の一番後ろ。生まれつき前髪が一部白い。彩未には「悪夢ちゃん」と呼ばれる。
実際に出会った人間の無意識を読み取ることで、その人間に関する悲惨な未来を予知夢として見る能力を持つ（劇中では、この世に存在する『無意識の塊』（集合的無意識）と繋がることで予知夢を見ると説明されている）。その予知夢の中に、事件に関連するものが現れ、空想の生物など何らかの象徴に置き換えられて災いを予見するが、時間や日時を含む詳しい内容は分からない。また、日常でその予知夢を思い出すとレム睡眠の時のように眼球が小刻みに震える。
体質が原因で人と会うことに対する恐怖が増大し、学校へ通うこともままならなかったが、ある日会ったこともない彩未が夢に現れたことから、彼女なら一緒に悪夢に立ち向かってくれるのではないかと思い、明恵小学校へ転校。そのため、彩未の実態を知ってもなお、彩未を信じようとする。
実は非常に音痴。不登校児だったため運動も苦手。SPドラマではなかなか「将来の夢」の作文が書けず思い悩む。
映画版では、5年2組から6年2組になり、席も向かって右から4列目の前から3番目に変わる。事件を自分で解決しようと思う心境から明晰夢の使い方を彩未から教えてもらい、夢に少年夢王子が出現するようになる。少年夢王子との恋から年相応の思春期らしい一面を見せるようになる。夢や思い込みでは父親である志岐貴を「お父さん」と呼び仲良く接している。
古藤 万之介（ことう ばんのすけ）〈60〉
演 - 小日向文世
帝都工科大学人間科学研究所夢研究分室教授。認知神経学者で結衣子の祖父。世界で初めて夢の映像化に成功し、夢の読み出し機『獏』を完成させる。悪夢にうなされ恐怖に怯える孫の身を案じる。
志岐の研究者としての強い野心に警戒し、志岐に近づかないよう彩未に再三警告するがまったく通じず、逆に反発を受ける。実は彩未の過去について重大な事実を知っており、その事実が彩未の「無意識に消した罪」を解消する鍵となる。
映画では志岐を「お父さん」と呼ぶ結衣子に、「それは夢の中でそう思い込んだに過ぎない」と否定的な態度を取る。
歯ブラシの交換は結衣子が行っている。
平島 琴葉（ひらしま ことは）〈28〉
演 - 優香
明恵小学校養護教諭。屈折した性格でオカルトや心理学に関心が強い。彩未に強い興味を抱いており、「わたしの先生はサイコパス」を覗いて鑑賞したり、結衣子と協定を結ぼうとするなど、彩未の二面性を暴こうとするが、意外にも気が弱く、時々彩未に「サイコ先生」という渾名をつけて呼んでいることを見とがめられ恫喝される。
カウンセラーの資格は有していないが、生徒の心のケアには熱心。子供のころに母親の「見えない支配」に苦しみ、母親より保健室の先生といると安心する子供だったと彩未に明かす。志岐に唆されて結衣子の能力を知り、志岐に協力することになる一方、保健室に救いを求めに来た生徒のために『獏』を使用する要求を飲ませるなど、したたかな面を見せる。
かねてよりオートバイを乗り回していたらしく、保健室のロッカーにライダー服とヘルメットを常備している。
SPドラマでは琴葉の高校生時代も明らかになったが、地味なガリ勉眼鏡女子で自作のポエムだけが心の拠り所だった。万年8位のため父親との関係も良くなく、近所の蕎麦屋のバイクを盗んで暴走するという不遇な女子高生時代を送っていた（彩未には、蕎麦屋のほうがかわいそうだと突っ込まれた）。
志岐 貴（しき たかし）〈35〉
演 - GACKT
夢王子と瓜二つの容姿を持つ夢研究分室准教授。10年間、万之介の元で夢研究を手伝ってきた。結衣子の能力に目を付けており、さらに彩未を研究対象者として興味を持ち、恋愛関係ではなく「チーム」として合鍵を譲り受ける仲になる。容姿が良く弁も立ち、料理と掃除が得意。しかし強い野心を持っているため万之介には警戒されている。
『獏』を実用化させたいという考えから、万之介と袂を分かち、志岐夢脳研究センターを設立。「夢の映像化」と「予知夢の存在」をマスコミに公表する。さらに結衣子の不安定な精神に付け込み、自らの研究に利用するようになる。
結衣子を狙う組織との戦いの中、彩未と結衣子を守るため、自ら船から飛び降りて姿を消し消息不明となり、彩未のことが本気で好きだったことが山里から伝えられる。
最終話で菜実子のアルバム写真にて姿が確認されており、終盤では志岐によく似た男が登場し（ただし、顔ははっきりと映っていない）、結衣子の父であることをほのめかすような結末となっているが、真相は不明。映画でも詳しいところははっきりしないが、まるで本当に結衣子の父であるかのような態度を取り、万之介の反感を買う。
SPドラマでは、最終話で海へ飛び込んだ後無人島に流されており、志岐の助かった経緯が明らかになった。
山里 峰樹（やまさと みねき）〈28〉
演 - 和田正人
帝都工科大学大学院生。普段はバーテンダーをしているが、志岐が独自に進めている研究に加担する。
志岐の命令なら、彩未の夢を盗み見たり、結衣子を連れ去ったりと犯罪まがいの行動も起こすほど粗暴。そのせいか、自らの探究心で志岐に協力した琴葉とたびたび言い争いをする（が、二人の様子を見た彩未には「あなたたち付き合ってるの？」と言われた）。
SPドラマでは、5年2組の生徒が起こした爆破事件を未然に解決したことで琴葉と付き合うことに。しかし映画版では琴葉に「未来はまだ考えていない」と言われショックを受けていた。

### 明恵小学校

#### 教職員
麦山 勇市（むぎやま ゆういち）〈34〉
演 - 岡田圭右（ますだおかだ）
5年1組担任。スベリがちな熱血教師。独身。彩未には心の底から鬱陶しいと思われている。彩未に好意を抱いていたが、彼女が本性を現し、予知夢によって不可解な行動をとるようになったことに驚愕する。
貝原 聡子（かいばら さとこ）〈42〉
演 - 濱田マリ
5年3組担任。世間話が好きなベテラン教師。既婚者で、私立小学校へ通う娘がいる。顔がぼやけてよく分からない男性が夢の中に現れるようになり、志岐に夢相談を持ちかける。その結果は彼女には受け入れがたいものだったが、琴葉に続き予知夢の力を信じるようになる。
稲本 克行（いなもと かつゆき）〈25〉
演 - 川村陽介
3年1組担任。小説版では最年少教師という設定。独身で、暴走しがちな麦山のツッコミ役。
中込 真也（なかごみ しんや）〈49〉
演 - 阿南健治
教頭。トラブルは甘澤に任せきりで頼りない。手に持ったペンで人を指す癖がある。
甘澤 龍子（あまさわ たつこ）〈51〉
演 - キムラ緑子
校長。しっかり者で信頼が厚い。彩未の人格の変貌にも動じない大物。意外とミーハーな一面もある。実は彩未とはとある縁で引き寄せられた。

#### 5年2組 → 6年2組（映画）
近藤 七海（こんどう ななみ）
演 - 大友花恋
姉の影響でおしゃれ好きで学校ではハンドクリームを常用。街でスカウトされた後に母が出版社に問い合わせるが、そのような芸能事務所は存在しないと言われてしまい、奈央の兄がHPを見つける。
相沢 美羽（あいざわ みう）
演 - 木村葉月
複雑な家庭環境の影響で少し影のある少女。「人間が生きていくのに本当に必要なものは嘘の自分か本当の自分か」どちらが大事かと彩未に問いかける。ブログを書いた犯人として勘違いされる。「良い先生」を演じる彩未に反感を抱くが、彩未が本性を曝け出してからは「カッコイイ」と評価する。
神田 冬馬（かんだ とうま）
演 - 原田一輝
旧姓：中原。真面目で素直な性格。地元の少年野球チームに所属。義姉を横暴な父から救い出したいと思い、お金を工面するために綾乃のブランド製の財布を盗んでしまう。
赤根 祐輔（あかね ゆうすけ）
演 - 高村竜馬
タクシー運転手の父と二人暮らし。クラスの中では影が薄く、注目を浴びたいという気持ちから「トーメーコウソク」という漫画を描き、透明人間が漫画で起こす様々な事件が現実となるように細工・演出する。
小泉 綾乃（こいずみ あやの）
演 - 白本彩奈
裕福な家庭に生まれ、クラスの中では女子のリーダー格。私立小学校受験に失敗してから家庭内の立場が悪くなり、自分を守るために嘘をつくようになる。彩未の実態を探るために仲の良い女子グループと行った彩未の家で、志岐と出会い、好意を抱く。その上でさらに嘘をつき、家庭内だけではなくクラスでも居場所を失ってしまう。
上原 翔（うえはら しょう）
演 - 千葉裕太
サッカーが得意。友達と遊ぶ時にいつもついてくる弟を足手まといに思い、騙して車のトランクへ押し込む。事件発覚後も弟は兄の仕業だと一言も口にせず、そのことが罪悪感として頭から離れなくなってしまう。
清水 莉音（しみず りおん）
演 - 豊田留妃（現・豊田ルナ）
母の過度な期待に応えるために無理をして、連続女児誘拐事件への注意を促すための集会の最中に貧血で倒れてしまう。バレエ発表会のために身を削り頑張って来たが、演技中に「チャイムの音」が鳴ってしまい、母が納得する結果を残せなかった。
佐藤 未来（さとう みく）
演 - 田爪愛里
莉音と同じバレエスタジオに通う。お嬢様だが、莉音を貧富の差を考えずに付き合える親友だと思っていた。莉音のバレエの演技中に「チャイムの音」を鳴らした犯人として誤解を受ける。事件後も莉音に変わらぬ友情を抱く。
樋口 杏奈（ひぐち あんな）
演 - 春名風花
自立心が強く、「他人と群れて考えを合わせて行動するより自己中心的な自分でいたい」「クラスで孤立しても構わない」と断言する。夢の映像化によるプライバシーの侵害に拒否感を抱き、「未来は自分自身で切り開くもの」と結衣子に教える。
月本 奈央（つきもと なお）
演 - 土岐瑞葵
いつも七海と一緒にいる、おっちょこちょいで人見知りの、妹キャラ。麦山に、七海とともに「5年2組の2トップの美少女」と言われている。両親とも医師をしており教育には厳しい。七海と街で遊んでいる時に雑誌の読者モデルに誘われ、簡単な写真撮影に協力しただけで「Kids talent models Agency」と称する芸能事務所のHPに自分と七海の写真を掲載されてしまう。
神隠し事件後のSPドラマでは「古藤さんは予知夢を見れるのに、自分の将来は見れないの?」と結衣子の将来への不安を掻き立てる発言をしている。
間宮 蒼太（まみや そうた）
演 - 渋谷龍生
クラスの盛り上げ役。発明家志望だが、よく怪我をする。SPドラマの終盤で、親の仕事で北海道に転校することとなった。異年齢交流会を盛り上げるために、琴葉の助言もあり、彩未の許可を得たうえで花火を打ち上げようとしていたが、予想以上の威力のため、あと一歩で大惨事になるところだった。
堀 駿一郎（ほり しゅんいちろう）
演 - 新井雄貴
ガキ大将、酒屋の長男。
大川 美咲（おおかわ みさき）
演 - 川嶋紗南
成績優秀な学級委員。本性を現した彩実に恐怖を抱き、授業のボイコットを宣言するなど、穏やかでない一面も見せる。
木下 萌（きのした もえ）
演 - 南乃彩希
小泉がやることには興味津々でついていく今風の少女。
佐藤 卓弥（さとう たくや）
演 - 若山耀人
クラスの盛り上げ役でお調子者。
榎本 歩夢（えのもと あゆむ）
演 - 清水優哉
人気者の学級委員。漫画家を目指している。『トーメーコーソク』の犯人に対抗心を抱き、正体を暴こうとしていた。
森田 裕子（もりた ゆうこ）
演 - 斎藤夏鈴
小泉と仲良しだが、口数は少ない。
伊澤 佳奈穂（いざわ かなほ）
演 - 内藤るな
明るくて楽天的。両親の仲が良い。小泉と一緒にいる。
名倉 優斗（なぐら ゆうと）
演 - 大田愛翔
いつもにこにこしている。ギャグ漫画が好き。
井上 葵（いのうえ あおい）
演 - 鍋本凪々美
低学年の時に大阪から転校してきた。明るいムードメーカー。SPドラマでは実家のケーキ屋を継ぐのが夢だったが、潰れてしまったと語っている。映画では渋井完治の陰謀により彼女の家庭が崩壊寸前にまで追い込まれる。
田之上 空（たのうえ そら）
演 - 稲田羅倭
5年2組のバランスをとれる会話の達人。上原と親しい。
瀬川 亜美（せがわ あみ）
演 - 石橋宇輪
男の子とあまり話をしないで常に女の子と行動している。
手塚 潤（てづか じゅん）
演 - 井水大輔
上原と同じサッカーチームに所属。練習はよくサボる。
葉山 優雅（はやま ゆうが）
演 - 石黒雄大
赤根と実は仲がよいのだが、メール経由で会話。2ちゃんねるを利用しているらしいが、劇中ではそのような場面もなく、あまり目立たない存在。

### 夢・意識下に現れる存在
夢王子（ゆめおうじ）
演 - GACKT（二役）
彩未の夢の中に現れる「理想の王子」。白いペガサスに乗り、自身も背中に大きな翼を出せる。後に結衣子の夢にも現れるようになる。
夢獣（ゆめのけ） (声)
声 - 玉井詩織（ももいろクローバーZ）
結衣子が「友達」と呼ぶ、夢の中に生息する白い毛並みを持った犬のような生命体。彩未の夢の中にも現れる。
古藤 詩都子（ことう しづこ）
演 - 吉倉あおい
万之介の妻。結衣子の祖母。駅のホームで佇み、突き落とされる映像がフラッシュバックのように彩未の意識下に現れる。それは、幼少期に彩未が見た予知夢であり、その数日後に駅の線路に落ちた少女を助け、電車にひかれて死亡したのが真相である。
古藤 菜実子（ことう なみこ）
演 - 吉倉あおい（二役）（幼少期：三本采香）
結衣子の母。万之介と詩都子の娘。詩都子と同様に彩未の意識下に現れる。「ユメノスケ」という白い犬を飼っていた。
幼少期に映像で彩未の予知夢を見ており、その中で彩未が小学校の担任となり、娘ができるが、自身は死んでしまうことを知る。
母の死後、彩未が見た予知夢を現実と思いこんだことで彼女を「人殺し」と責めてしまう。そのことで彩未が記憶を失ったことに責任を感じており、結衣子を産んで彩未に合わせる決心をした。そして、結衣子を出産すると同時に病気で亡くなった。

### ゲスト
各話の登場人物。保護者の一部は映画にも出演している。

#### 第1話
甲
演 - 上田耕一
老々介護の末に心身が疲弊し、自宅に火を放ち妻を殺害、自らも焼身自殺を図る。
相澤 涼子（あいざわ りょうこ）
演 - 相田翔子
美羽の母。ワニ革製品の赤いバッグを持つ。夫が単身赴任先で他の女性と不倫関係にあることに悩む。

#### 第2話
中原 文市（なかはら ぶんいち）
演 - SION（最終話）
ミュージシャン。アルコール依存症で酒に溺れた生活をしており、酔うと理性がなくなり暴力的な性格になる。
中原 輝美（なかはら てるみ）
演 - 日向ななみ（最終話）
文市の娘。冬馬の義姉。離婚前後から父の虐待に苦しんでいた。父が酒を飲む目的で3万円で売り払ったギターを取り戻すため、年齢を詐称して「スナックうわばみ」で働く。
神田 昭代（かんだ あきよ）
演 - 立原麻衣
冬馬の母。再婚した夫が酒に酔うと息子にまで暴力を振るうようになり、我が子の命の危険を感じて離婚する。
ナミ
演 - 高橋ひとみ
「スナックうわばみ」のママ。文市のアルコール依存が抜けるまで輝美の面倒を見ると約束する。

#### 第3話
足立 美加（あだち みか）
演 - 浅見姫香
明恵小学校5年1組生徒。友達と共謀して吉川（演 - 奥山志紀）をいじめる。体育の授業で鉄棒をしている時に転倒し、脳に命に関わる怪我を負うが、予知夢を見た結衣子が琴葉に事前に知らせていたので早期発見することができた。

#### 第4話
小泉 清子（こいずみ きよこ）
演 - 西山繭子
綾乃の母。私立小学校受験に合格した清隆と失敗した綾乃を比較し差別することから、綾乃の気持ちが徐々に荒れていくが、まったく気がつかない。
小泉 清隆（こいずみ きよたか）
演 - 藤本飛龍
綾乃の弟。「姉は無愛想だから気にしないほうが良い」と家庭教師に説明している。

#### 第5話
上原 隆（うえはら りゅう）
演 - 鈴木福（最終話・映画版）
翔の弟。明恵小学校3年1組。1年前、翔に車のトランクへ押し込められ別荘へ連れて行かれたことで、暗闇が大の苦手になる。同時に目を患っており、両目が見えなくなると医師に告げられるが、両親の下に金が足りなかったため、森の中に埋めた大金を翔と共に見つけに行こうとする。
映画版では翔と一緒に昔のハムのCMを再現した井上達彦のハム焼きのCMに出演している。

#### 第6話
清水 麻子（しみず あさこ）
演 - 森尾由美（最終話）
莉音の母。娘に共依存し、自分が思い描く娘の未来像を一方的に押し付ける。昼夜問わず働いた給料で購入したバレエ発表会の衣装が莉音の友達である未来のものと被ってしまう。
佐藤 玲子（さとう れいこ）
演 - 栃原梨乃
未来の母。未来のために毎回車でバレエスタジオに迎えに来る。
沢口 雅美（さわぐち まさみ）
演 - ふせえり
沢口バレエスタジオに通う莉音や未来を指導する。
川端 牧夫（かわばた まきお）
演 - 森下能幸
ピンスポットオペレーター。連続女児誘拐事件の犯人。
春山 元司（はるやま）
演 - 田中哲司（第7 - 最終話）
刑事。女児誘拐犯を追っていた事件で志岐と知り合い、後に志岐夢脳研究センターに捜査協力を仰ぐ。

#### 第7話
村沢 直也（むらさわ なおや）
演 - 大野拓朗（最終話）（少年期：林遼威）
小学校時代、授業中に突然キレて暴れた時に身体を張って接してくれた貝原に憧れ、将来は彼女のような小学校教諭になることを目標とする。

#### 第8話
樋口 紀子（ひぐち のりこ）
演 - 雛形あきこ
杏奈の母。就寝中に暴れ出す夫に悩まされていた。
樋口 猛（ひぐち たけし）
演 - 近江谷太朗
杏奈の父。家族に秘密を知られないよう、見えない恐怖と必死に闘ううちにレム睡眠行動障害に陥る。
坂東 志織（ばんどう しおり） (27)
演 - 原幹恵
アイルランドに伝わる死を予告する妖精・バンシーと似ており、連続不審死の関与疑惑で警察に追われている。
高級クラブで猛と知り合い、猛の心をゆっくりと支配して行く。

#### 第9 - 最終話
桐原 弘樹（きりはら ひろき）
演 - カゴシマジロー（第9話）
KUタクシー運転手。塾帰りの奈央をタクシーに乗せるが自宅とは逆方向に走り出す。人身売買組織の一員。
奈央の兄
演 - 脇知弘（第9話）
引き籠りのおたく青年。奈央がタクシー運転手にさらわれたときにネット上でヒーローに助けを求め、「クルメイザー・超速戦士G-FIVE・転成合神ゲンキダーJ」が駆けつける。
奈央に兄がいることは第8話ですでに判明するほか、映画版でも「保護者」の一人として、話のキーマンとなる。
シスター・X
演 - 能世あんな
表向きは児童養護施設「夢見る羊の家」シスター。「Kids talent models Agency」の関係者で、ファッション誌NICORINAを騙り、奈央を七海をはじめとする子供たちの違法な養子斡旋を行っていた。
シスター・マリカ
演 - 藤村志保
「夢見る羊の家」施設長。里親に出されて以来帰っていない彩未が施設を訪ねると「幼少期のころから忘れがたい女の子」だったと話し、大人になり姿が変わった彩未でも一目見ただけで本人だと気付く。
彩未が幼少期に描いていた絵が現実の世界でも実際に起こるようになり、その出来事が的中する確率が高いことを心配し、万之介に相談していた。
過去に当時の施設長が人身売買に関与している事実を知り、それを止めるため施設長を殺害し、遺体を白いブランコの下に遺棄した。しかし、組織の人間にそれを気付かれ脅しをかけられる。
最終話にてこれまでの罪の償いとして焼身自殺を図ろうとするが、彩未によって間一髪で助けられた。
映画版では拘置所に留置されている。
トミー・リー
演 - 川平慈英（第9 - 10話）
組織犯罪の資金提供者。子供の人身売買を行うシンジケートと深い繋がりがある。
矢沢亜紀
演 - 富田望生（第10話）

#### 悪夢ちゃんスペシャル

##### 霜月女子学院
玉井 詩織（たまい しおり）〈17〉
演 - 玉井詩織（二役）
成績優秀な生徒会長で年の差交流会委員長。元ダンス部。
百田 夏菜子（ももた かなこ）〈17〉
演 - 百田夏菜子
ダンス部キャプテン。
佐々木 彩夏（ささき あやか）〈17〉
演 - 佐々木彩夏
ダンス部部員。
有安 杏果（ありやす ももか）〈17〉
演 - 有安杏果
ダンス部部員。
高城 れに（たかぎ れに）〈17〉
演 - 高城れに
ダンス部部員。
松田 新作（まつだ しんさく）
演 - 小松利昌
年の差交流会担当教師。
村野 郁美（むらの いくみ）
演 - 佐野ひなこ
田宮 静子（たみや しずこ）
演 - 細川小百合
上記2名は玉井を支える年の差交流会実行委員。

##### その他
平島 真二郎（ひらしま しんじろう）
演 - 大高洋夫
琴葉の父。
少年夢王子
演 - マリウス葉

## スタッフ
- 原案：恩田陸『夢違』（角川書店）
- 脚本：大森寿美男
- 音楽：横山克
- 主題歌：ももいろクローバーZ「サラバ、愛しき悲しみたちよ」（STARCHILD RECORD）
- 演出：佐久間紀佳、猪股隆一、菅原伸太郎
- 演出補：坂本栄隆
- 演出助手：片山慎三、濱野大輝、北川瞳、東谷一樹
- ナレーション：永井一郎
- 音楽協力：松根文
- サウンドデザイン：石井和之
- 音響効果：西村洋一
- 美術デザイン： 高野雅裕、柳谷雅美
- ロゴデザイン：原健一郎
- タイトルバック：雄勝光佑
- 特殊効果：井川雄史
- VFXスーパーバイザー：岡野正広
- VFXディレクター：熱田健太郎
- CG：鈴木朗、河野達也、中村啓、水谷しゅん、大石洋平
- 特殊メイク / 造形：梅沢壮一、亀山夏美、加藤正人、中西桂子
- 夢獣造形：関根研一
- アクションコーディネーター：FCプラン、佐々木修平、田中里佳
- 劇中歌：SION「お前だけ見られたら」（悪夢ちゃんVersion / 第2話）
- マンガ協力：ヒューマンアカデミー（第3話）
- 国語教材：宮沢賢治「雪わたり」（第4話）
- 天文学指導：縣秀彦（第10話）
- ダンス指導：二ツ森司ダンススクール（第10話）
- ダンス監修：EXPG、臼井比呂子（最終話）
- 統括：神蔵克
- チーフプロデューサー：大平太
- プロデューサー：戸田一也 / 千葉行利（ケイファクトリー）、大塚英治（ケイファクトリー）
- プロデュース補：佐藤友治、吉川恵美子、金澤麻樹
- 制作協力：ケイファクトリー
- 製作・著作：日本テレビ

## 放送日程

### 連続ドラマ
サブタイトルはすべて「○○夢」で統一されている。
| 話数                                                      | 放送日   | サブタイトル | ラテ欄                                                   | 演出       | 視聴率 |
| --------------------------------------------------------- | -------- | ------------ | -------------------------------------------------------- | ---------- | ------ |
| 第1話                                                     | 10月13日 | 任夢         | 教室襲う赤いワニ!!予知夢の謎解きで腹黒教師が世界を救う!? | 佐久間紀佳 | 13.6%  |
| 第2話                                                     | 10月20日 | チー夢       | 姉弟の絆裂く悪魔!夢で救え!涙の教室                       | 佐久間紀佳 | 10.7%  |
| 第3話                                                     | 10月27日 | クリー夢     | 学校狙う透明人間!?腹黒教師が衝撃変身                     | 猪股隆一   | 12.9%  |
| 第4話                                                     | 11月03日 | 邪夢         | 笑顔やめます。生徒達の反撃!混乱学級                      | 猪股隆一   | 10.4%  |
| 第5話                                                     | 11月10日 | ホー夢       | 鈴木福VS腹黒教師!夢食うゾンビの復讐                      | 佐久間紀佳 | 12.8%  |
| 第6話                                                     | 11月17日 | チャイ夢     | 私は…人殺し!?彩未遂に甦る衝撃の記憶                      | 菅原伸太郎 | 11.5%  |
| 第7話                                                     | 11月24日 | ブー夢       | ドラキュラの呪い!?学校やめる腹黒教師                     | 猪股隆一   | 11.5%  |
| 第8話                                                     | 12月01日 | マイ夢       | 魔女ト未来少女ハルカゼ反逆ノつぶやきデ夢破壊             | 佐久間紀佳 | 11.5%  |
| 第9話                                                     | 12月08日 | 皆夢         | 仮面のヒーローと邪悪な人魚謎と呪いの神隠し!              | 猪股隆一   | 10.4%  |
| 第10話                                                    | 12月15日 | タイ夢       | 予知夢が現実に!貴方は愛する人を殺せますか?               | 佐久間紀佳 | 09.8%  |
| 最終話                                                    | 12月22日 | ドリー夢     | 私達の未来を切り拓け!涙と希望のカーニバル                | 佐久間紀佳 | 11.2%  |
| 平均視聴率11.5%（視聴率は関東地区・ビデオリサーチ社調べ） |          |              |                                                          |            |        |

### スペシャル
| 放送日        | サブタイトル | ラテ欄 | 脚本     | 演出       | 視聴率 |
| ------------- | ------------ | --- | -------- | ---------- | ------ |
| 2014年5月02日 | 悩夢         | 腹黒先生復活! 将来の夢に悩む生徒に毒舌の嵐!? 謎の怪物が学園爆破! 最悪ノ未来…子供タチノ夢ヲきもクロが救う!? | 佐藤友治 | 佐久間紀佳 | 9.9%   |

## 番組宣伝番組・スペシャル番組
| 放送日         | タイトル                                                                      |
| -------------- | ----------------------------------------------------------------------------- |
| 2012年10月02日 | ももクロ緊急特番! ももクロが日テレで何かやらかすらしいぞSP                    |
| 11月17日       | 腹黒先生・北川景子が贈る「悪夢ちゃん」の復習&予習やりたきゃ勝手にやりなさいSP |
| 11月24日       | 「悪夢ちゃん」って深いよね?と世間で話題だから、北川景子が検証してやるよSP     |

- PR特番のナレーションは本編ドラマおよび映画ナレーションを担当した永井一郎が映画公開前に死去したため、永井と同じ事務所の後輩である松本大督が担当している。

## ロケ地
- 埼玉県加須市騎西：加須市立騎西小学校（明恵小学校）
- 埼玉県川口市領家5丁目：株式会社大泉工場（古藤万之介・結衣子の自宅）

## 受賞歴
- 連続ドラマ（2012年）
  - 第75回ザテレビジョンドラマアカデミー賞[9]
    - ドラマソング賞（ももいろクローバーZ）
    - 脚本賞（大森寿美男）

  - 第22回TV LIFE年間ドラマ大賞2012
    - 新人賞（木村真那月）

  - 日本民間放送連盟賞
    - テレビドラマ番組優秀賞（番組部門）[10]

  - 第7回オトナファミ掘り出しエンタRANKING2013[11]
    - TVドラマ（国内）1位

## 映画
2013年7月15日、劇場版となる『悪夢ちゃん The 夢ovie』（あくむちゃん ザ・ムービー）が製作されることが公式発表された。2014年5月3日に公開。放送終了後、視聴者から続編を希望する熱烈なラブコールが殺到したといい、映画は事前のファンの予想の通り、続編であることも併せて発表された。3月24日に、完成披露試写会が行われた。TOHOシネマズ日本橋、お台場シネマメディアージュ、TOHOシネマズ六本木ヒルズ、渋谷HUMAXシネマ他全国271スクリーンで公開され、公開初週土日2日間の動員は12万7,427人、興収1億4,970万8,350円を記録し全国映画動員ランキング（興行通信社調べ）で初登場7位となった。観客のが49.3%は10代以下が占め、78.8%はドラマを見ていたことを鑑賞動機としている。
キャッチコピーは「最後の悪夢は、初めての恋?」

### キャスト
主要キャストは連続ドラマと同じ。ここでは映画版からの出演者やゲストを書く。
渋井 完司〈12〉（しぶい かんじ）
演 - マリウス葉（Sexy Zone） （幼少期：高橋琉晟）
6年2組にやってきた、心に闇を抱えた謎の転校生。あることが原因で6歳までの記憶を一時的に無くす。完司の言葉に触発された同級生たちの行動が大変な事件を起こすことになる。過去は彩未と似ている部分があった。
少年夢王子（しょうねんゆめおうじ）
演 - マリウス葉
結衣子が夢の中で恋をし、結衣子に「チューして」とせがまれる。
渋井 幸介（しぶい こうすけ）
演 - 佐藤隆太
渋井完司の養父。長距離トラックの運転手をしている。小さいころは彩未と同じ施設にいて、「コウくん」と呼ばれていた。連続ドラマの9話で彩未が彼の話題を出すが、消息は不明だった。ある事件がきっかけで、完司が6歳の時から一緒に暮らしている。過去に彩未が予知夢の絵を描いていたことでシスターマリカを、そして彩未を頼って完司を転校させる。
斉藤 美保（さいとう みほ）
演 - 本上まなみ
渋井完司の母親。ある事件がきっかけで6歳からは完司との縁を切っていたが、自宅で作った野菜を渋井の家へ送っていた。
井上 達彦（いのうえ たつひこ）
演 - 六角精児
あおいの父親。ケーキ屋が潰れて失業していたが、昔のCMを思い出しハム焼きを公園の屋台で作るようになる。6年2組の生徒のおかげで、あっと言う間に大人気になるが、完司によって客が食中毒を起こし、絶望に浸った井上は、別荘と呼ぶほどお気に入りだった場所の近くの橋から飛び降りてしまうが、彩未たちにより一命を取り留めた。

### スタッフ
- 監督 - 佐久間紀佳
- 脚本 - 大森寿美男
- 原案 - 恩田陸
- 音楽 - 横山克
- 美術デザイン -高野雅裕
- ナレーション - 永井一郎
- 主題歌 - ももいろクローバーZ「泣いてもいいんだよ」
- 製作 - 城朋子、市川南、細野義朗、鈴木光、藤門浩之、柏木登、井上伸一郎、鈴木聡
- エグゼクティブプロデューサー - 奥田誠治
- 企画協力 - ケイファクトリー
- 配給 - 東宝
- 制作プロダクション - 光和インターナショナル
- 企画製作 - 日本テレビ放送網
- 製作 - 「悪夢ちゃん The 夢ovie」製作委員会（日本テレビ放送網、東宝、スターダストピクチャーズ、光和インターナショナル、讀賣テレビ放送、バップ、KADOKAWA、ケイファクトリー、札幌テレビ放送、宮城テレビ放送、静岡第一テレビ、中京テレビ放送、広島テレビ放送、福岡放送、日本テレビ系全国28社）

## 関連商品

### サウンドトラック
- 悪夢ちゃん オリジナルサウンドトラック（音楽：横山克、バップ、2012年11月21日発売）
- 悪夢ちゃん The 夢ovie オリジナル・サウンドトラック（音楽：横山克、バップ、2014年4月30日発売）

### DVD
- 悪夢ちゃん DVD-BOX（バップ、2013年3月20日発売）
- 悪夢ちゃんスペシャル DVD（バップ、2014年11月26日発売）
- 悪夢ちゃん Drea夢Pack DVD（バップ、2014年11月26日発売）

### Blu-ray
- 悪夢ちゃん Blu-ray BOX（バップ、2013年3月20日発売）
- 悪夢ちゃんスペシャル Blu-ray（バップ、2014年11月26日発売）
- 悪夢ちゃん Drea夢Pack Blu-ray（バップ、2014年11月26日発売）

### 書籍
公式ブック
- 悪夢ちゃん夢事典（日テレbooks、2012年11月17日発行）ISBN 978-4820301110

ノベライズ
角川つばさ文庫（角川書店刊） 作/大森寿美男、文/百瀬しのぶ、絵/ひと和、原案/恩田陸「夢違」
- 悪夢ちゃん -謎編-（2013年4月15日初版発行） ISBN 978-4046313058
- 悪夢ちゃん -解決編-（2013年5月15日初版発行） ISBN 978-4046313119
- 悪夢ちゃん -The 夢ovie-（2014年4月10日初版発売）ISBN 978-4046317933
- 悪夢ちゃん -夢のつづき編-（2014年4月26日初版発売）ISBN 978-4046314024